# Leaves' Eyes
Leaves' Eyes is een symfonische-metalband uit Duitsland. De band begon in 2003, toen zangeres Liv Kristine ontslagen werd bij Theatre of Tragedy. Dit gebeurde via een berichtje op de website van Theatre of Tragedy.

## Geschiedenis
Samen met haar man Alexander Krull en leden van zijn band Atrocity vormde Liv Kristine de band Leaves' Eyes. Hun debuutalbum, Lovelorn, kwam uit in 2004. Het tweede album, Vinland Saga, kwam eind mei 2005 uit. Hierna volgde de ep Legend Land in juni 2006.
In februari 2008 kwam hun eerste toer-dvd uit, met onder andere het speciale optreden op het Metal Female Voices Fest 2007. In 2009 werd ook het derde album Njord uitgebracht. In maart 2010 toerde de band samen met Kamelot door Europa.
In 2011 bracht de band het nieuwe album genaamd Meredead uit. Ze waren op tournee met Midnattsol (hierbij zong de zus van Liv Kristine, Carmen) en stonden ook in het voorprogramma van Tarja Turunen tijdens haar Duitse tournee.

## Bandleden
Huidige leden
- Elina Siirala – zang (2016–heden)[1]

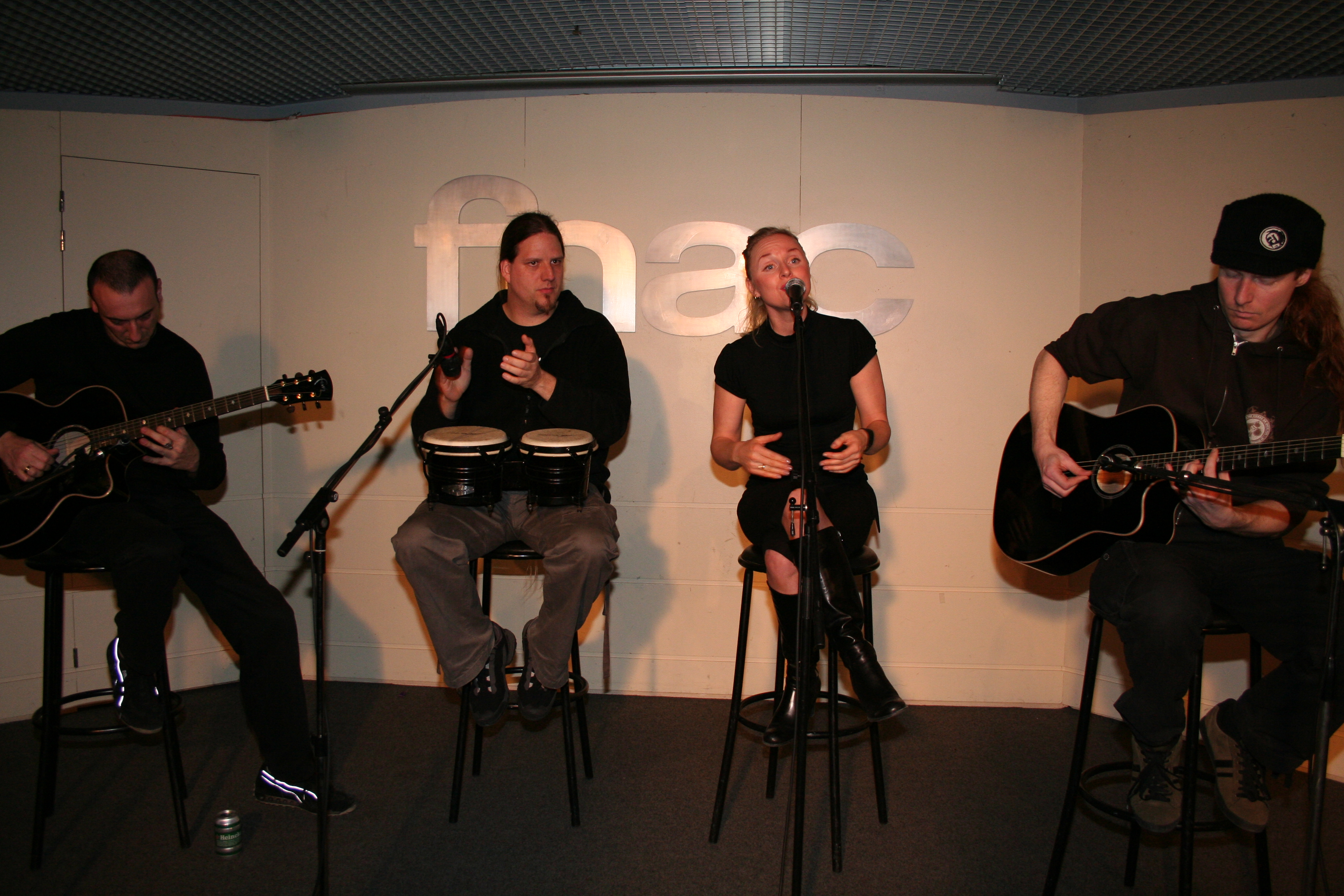
Leaves' Eyes in 2007 (Parijs)

- Alexander Krull – toetsen, zang (2003–heden)
- Thorsten Bauer – gitaar (2003–heden)
- Joris Nijenhuis – drums (2013–heden)
- Micki Richter– gitaar (2019–heden)

Voormalige leden
- Liv Kristine Espenæs Krull – zang (2003–2016)
- Mathias Röderer – gitaar (2003–2010)
- Chris Lukhaup – basgitaar (2003–2007)
- Martin Schmidt – drums (2003–2004)
- Nicholas Barker – drums (2004–2008)
- Moritz Neuner – drums (2005–2007)
- Alla Fedynitch – basgitaar (2007–2010)
- Seven Antonopoulos – drums (2008–2010)
- Roland Navratil – drums (2010-2012)
- J.B. van der Wal – basgitaar (2010–2013)
- Felix Born - drums (2012–2013)
- Sander van der Meer – gitaar (2010–2014)
- Pete Streit– gitaar (2015–2019)

Gast-/sessiemuzikanten
- het Lingua Mortis orkest uit Minsk, Wit-Rusland ("Njord", "Meredead", "My Destiny", "At Heaven's End" en "Melusine")
- Carmen Elise Espenæs - achtergrondzang op "Into Your Light" en gastzang op "Sigrlinn"
- het al dente koor ("Njord", "Meredead", "My Destiny", "At Heaven's End" en "Melusine"
- Anette Guldbrandsen - achtergrondzang op "Meredead" en "Melusine"
- Maite Itoiz - achtergrondzang, baroquegitaar op "Meredead" en "Melusine"
- John Kelly - achtergrondzang op "Meredead"
- Janna Kirchhof - viool en nyckelharpa op "Meredead" en "Melusine"
- Christian Roch - uileann pipes & tinwhistle op "Njord", "Meredead" en "Melusine"
- Timon Birkhofer - piano en cello op "Vinland Saga", "Lovelorn" en "Legend Land"
- Sarah Nuchel - viool op "Legend Land" en "Vinland Saga"
- Jana Kallenberg - viool op "Legend Land" en "Vinland Saga"
- Liesbeth Dulcimer - hammered dulcimer op "Symphonies of the Night"
- Vikingkoor op "Vinland Saga"
  - Robert Sus
  - Johannes Sus
  - Norman Sickinger
  - Christof Kutzers
  - Anders Oddsberg
  - Steven Willems
  - Simone Sacco
  - Gunnar Sauermann
  - Sascha Henneberger
  - Markus Bruder
  - Jochen Steinsdorfer
  - Ralf Oechsle

## Discografie

### Albums
- Lovelorn (2004)
- Vinland Saga (2005)
- Njord (2009)
- Meredead (2011)
- Symphonies of the Night (2013)
- King of Kings (2015)
- Sign of the Dragonhead (2018)
- The Last Viking (2020)

### Ep's
- Elegy (2005)
- Legend Land (2006)
- My Destiny (2009)
- Melusine (2011)
- Fires in the North (2016)

### Singles
- Into Your Light (2004)

### Dvd's
- We Came with the Northern Winds (2009)